# Château d'Avignon
 (octobre 2020).
Si vous disposez d'ouvrages ou d'articles de référence ou si vous connaissez des sites web de qualité traitant du thème abordé ici, merci de compléter l'article en donnant les références utiles à sa vérifiabilité et en les liant à la section « Notes et références ».
Le château d'Avignon est un édifice historique situé sur la commune des Saintes-Maries-de-la-Mer, dans les Bouches-du-Rhône, qui appartient au conseil départemental de celles-ci. Il date de la fin du XIXe siècle.

## Historique
Dans les années 1880, Louis Prat Noilly (1845-1932), fils de Claudius Prat et d'Anne-Rosine Noilly, se fait construire un somptueux château néo-Renaissance au milieu des vignobles plantés dans le sable de Camargue au lieu-dit "Montcalm" à Vauvert. Ce vaste ensemble comprenait chais, bâtiments pour le nombreux personnel, école pour leurs enfants, chapelle romano-byzantine, etc. Dans la foulée, il fait l'acquisition en 1893 du château d'Avignon (commune des Saintes-Maries-de-la-Mer), de l'autre côté du Petit Rhône, qu'il fait intégralement réaménager.
La propriété viticole du château d'Avignon, le Mas de la Cure, fut l'un des plus grands domaines du delta du Rhône. Cette exploitation, au XIXe siècle, couvrait un tiers de la Grande Camargue. Elle employa à l'année des dizaines de familles d'ouvriers agricoles venus du Gard, de Lozère, d'Aveyron, d'Italie ou d'Espagne. Ses 287 hectares actuels ont été acquis par le Conservatoire du littoral en 1985.
L'ensemble du domaine a été classé au titre des monuments historiques le 21 mai 2003.

### Du mas de Sommeyre au château d’Avignon
Sur l’actuel Domaine du Domaine d’Avignon, au cœur d’une île alluvionnaire du Petit-Rhône sont érigés vers 1636 une tour de guet et plusieurs chapelles attachées à la famille Boismeaux et aux moines de l’abbaye de Montmajour. Sur ce même site, un mas, dit « de Sommeyre » est bâti une vingtaine d’années plus tard, mais, de l’une et de l’autre de ses formes originelles ne subsistent aujourd’hui plus d’autres traces qu’archivistiques.
En 1720, Jeanne d’Arlatan se porte acquéreur de la propriété, dont son fils, Joseph François d’Avignon d’Arlatan, héritera onze ans plus tard. Acquérant plusieurs domaines alentour, ce chevalier d’Avignon, constitue le premier périmètre d’un Domaine qui gardera son nom, et transforme du même coup l’habitation en château. La propriété demeure un bien de cette même famille jusqu’en 1803, date à laquelle Jeanne-Pauline de Raphaélis, épouse de Louis-François de la Tour du Pin, en devient à son tour propriétaire.

### L’ère des sociétés agricoles
En 1811, Sextius Alexandre François, comte de Miollis et général d’Empire, rachète l’ensemble et lance une campagne de travaux contribuant à une première modification sensible de l’aspect du château. À sa mort, le Domaine devient le noyau de tentatives de développement de la Camargue par des sociétés agricoles qui mobilisent d'importants capitaux aux fins d'une mise en valeur de grande envergure du territoire du delta. La première est représentée dès 1830 par le Vicomte Amour Albert de Bouillé, directeur de la Société Civile du Château d’Avignon et du Vaccarès. Une alliance de cette entité avec l’ingénieur Gorsse contribue à la naissance d’une seconde société, la société agricole de la Basse-Camargue, en 1836. Lui succèdent la société Liechtenstein Westphall et Compagnie, en 1846 et la société Merle et Compagnie (future société Péchiney), en 1865. Le Domaine connaît à l’époque de ces sociétés agricoles sa configuration la plus vaste et s’étend alors sur plus de 23000 ha, soit un tiers de la Camargue comprenant l’étang du Vaccarès. En dépit des grands travaux de mise en valeur des terres de Camargue entrepris par pompage, irrigation ou encore assèchement, l’entreprise ambitieuse de ces sociétés agricoles n’apporte pas les résultats escomptés. Aussi le Domaine est-il divisé et cédé à de nouveaux propriétaires dont Jean-Joseph Barthelon, qui finalement cèdera son lot à Louis Prat en 1893.

### Le Domaine de Louis Prat-Noilly
Louis Prat-Noilly (1845 – 1932), figure essentielle de l’histoire du Domaine contribue à une redéfinition complète de l’ensemble, dont les aménagements sont, pour l’essentiel, toujours conservés et visibles à ce jour. Héritier de la maison Noilly, fondée à Lyon en 1813 par son grand-père, le nouveau propriétaire du Domaine est l’héritier d’un véritable empire commercial fondé sur la fabrication et la distribution de vins et spiritueux et notamment d’un vermouth, toujours produit à ce jour. La maison Noilly-Prat, entreprise familiale occupant une place centrale dans la société marseillaise de la fin du XIXe siècle compte au moment de l’acquisition du Domaine trois associés : Anne-Rosine Noilly-Prat, femme d’affaires remarquable, qui depuis le décès de son mari jusqu’à sa disparition en 1902 présida au devenir de la firme, et ses deux fils Jean et Louis. Ce dernier, plus investi dans la conduite des affaires de l’entreprise que son cadet, contribua au développement de la société et investit à cette fin autant qu’à celles d’un confort plus privé, l’espace rural de la Camargue. Dans cette zone, frappée par la crise économique, apparaît aux yeux de Louis Prat, une opportunité économique de premier plan qui se doublera très vite d’un projet de loisir et de résidence. Au tournant du siècle en effet, la vigne française se voit frappée par une dramatique épidémie de phylloxéra que seule une submersion prolongée des ceps permet de contrer (la technique de greffe sur pieds « américains » est alors encore inconnue). La Camargue, vaste île bordée par les deux bras du Rhône et aux terres bon marché, offre toutes les conditions nécessaires à cette opération de sauvegarde, pour peu que les aménagements hydrauliques de drainage s’y déploient. Aussi, à l’instar de nombreux investisseurs marseillais, Louis Prat choisit-il de développer sur ce territoire une partie de son activité viticole et de procéder à l’aménagement des équipements nécessaires.
Le projet camarguais de Prat débute par l’acquisition en 1882 du domaine de Montcalm (à l’ouest du Petit-Rhône), sur lequel il crée un vaste ensemble regroupant les bâtiments d’une grande exploitation agricole, un village ouvrier inspiré des thèses du paternalisme industriel et où il fait édifier un château aujourd’hui en ruines (inscrit à l’inventaire supplémentaire des monuments historiques en 1944). De ce premier domaine gardois, Louis Prat fait donc un lieu de production et une résidence d’été officielle où il recevra tous les notables de son temps.
L’acquisition et l’aménagement du Domaine du Château d’Avignon, s’inscrivent comme une suite à ce premier jalon. Louis Prat fait en effet de cette seconde propriété un lieu plus intime autour de laquelle rayonnent alors 3000 ha de terrains agricoles et qui combinent des fonctions de production et d’agrément. Le château et son parc assument d’une part une fonction de villégiature, tournées notamment vers l’activité de la chasse tandis que deux mas (Mas de la Cure et mas du Ménage), situés à proximité, assurent respectivement des rôles de complexe agricole (habitation des ouvriers, forge, chaix…) et de basse-cour. 
Comme nombre de propriétaires fortunés de l’époque, soucieux d’améliorer leurs terres et leur confort et de profiter du progrès pour tenir leur rang sur le front du commerce et du prestige, Louis Prat transforme et aménage radicalement l’espace qu’il vient d’acquérir. Il initie alors un important programme de restructuration qui fera du Domaine d’Avignon le lieu d’une avant-garde technique sans précédent, le cadre d’un confort et d’un décorum remarquables. Sous la conduite de Louis Prat, le Domaine devient surtout le lieu d’une organisation systémique sans équivalent, qui combine une  prise en compte optimisée des contraintes et des potentiels environnementaux camarguais et un projet tout à la fois technique, économique, social, culturel et artistique. 
Complété et modifié au fil du temps jusqu'à la mort de Louis Prat en 1932, le Domaine reste propriété de sa famille et notamment du Baron Double de Saint-Lambert, son neveu, puis du Comte Pierre Pastré. Vendu par ce dernier en 1984. le domaine passe sous la tutelle du Conseil Général des Bouches-du-Rhône et est classé dans son intégralité au titre des Monuments Historiques en 2003.

## Morphologie et patrimoine du site
Le domaine du château d'Avignon constitue un site d'une cohérence exceptionnelle dans lequel s'imbriquent de manière étroite des patrimoines à la fois architecturaux et artistiques, naturels et techniques. Le remaniement total orchestré par Louis Prat à partir de 1893, sur les 21 hectares du Domaine combine en effet, dans une perspective fonctionnelle et humaine, une égale préoccupation d'excellence technologique, de luxe, de confort et d'hygiène. 

### Cohérence et ambition du Domaine vis-à-vis de l’environnement camarguais
Au croisement de cette ambition plurielle, l'eau constitue un trait d'union. La Camargue des hommes est en effet, tout au long de l’histoire et toujours à la fin du XIXe siècle, le territoire d’une lutte pour l’eau potable et d’une concurrence entre l’eau douce et l’eau salée. Dans ce delta encore en partie insalubre, parsemé de sansouires infertiles, Louis Prat semble vouloir relever un défi. Le Domaine du château d’Avignon sera le lieu d’un confort avant-gardiste et surtout de l’application des récentes théories de l’hygiène. L’écrin de son parc sera riche d’essences végétales nombreuses et parfois d’origines lointaines et l’ensemble bénéficiera d’une quasi-autonomie énergétique. L’ambition que Prat prête au domaine qu’il vient d’acquérir est en conséquence d’autant plus grande qu’elle se développe au cœur d’un territoire difficile. Elle nécessitera la mise en œuvre d’une technicité de pointe développée en cohérence avec les contraintes du milieu et propre à tirer parti de celles-ci. La maîtrise et l’exploitation de l’eau du Petit Rhône constituera la pierre angulaire du système.
Dès lors, la distribution des espaces du Domaine et de ses différents jalons techniques (usines des eaux, chaufferie…) relève d’une préoccupation tout aussi technique que paysagère. La compréhension de cette distribution ne peut être envisagée sans le rappel du rattachement, au Domaine stricto sensu, des mas de la Cure et du Ménage. C’est en effet vers ces deux propriétés périphériques que Louis Prat transfère les activités agricoles autrefois implantées sur le Domaine. Cette structuration des usages industrieux et d’agrément en deux pôles ne peut être lue, pour autant, dans le sens d’un total cloisonnement. Le Domaine du château demeure en tous les cas le centre névralgique de l’une et de l’autre des activités. C’est en effet depuis ce lieu que l’eau prélevée par pompage est distribuée vers les différents lieux d’habitation, dont ceux des mas, mais aussi vers les terres agricoles de la propriété. L’important maillage de roubines et de canaux qui innerve le Domaine double donc la dimension d’agrément du parc d’une vocation technique essentielle.
À l’échelle des 21 ha du parc proprement dit, l'apparent zonage (parc et château en partie Ouest, dépendances techniques en partie Est) est aussi démenti par l’imbrication étroite de l’agrément et de la technique, en termes d’espaces, mais aussi de mise en œuvre. La zone Ouest du Domaine, dévolue à des fins d’exploitation de l’eau est conçue, à l’instar du reste du parc, comme une zone de déambulation et d’agrément. De même, le soin esthétique apporté au traitement des dépendances techniques est comparable au souci d’ensemble voulu pour les décors intérieurs au château. Au sein de ces derniers, enfin, traités selon une approche de décor total mêlant luxe et homogénéité des matériaux et des thèmes, la technique, certes plus discrète, est également omniprésente. La complémentarité des espaces, l’ergonomie de leur distribution, l’imbrication étroite du beau et du moderne contribuent finalement à l’édification d’un Domaine complexe et irréductible à une stricte dimension architecturale, esthétique ou technique. C’est au contraire une lecture systémique de ces différentes sphères entrecroisées par Louis Prat qui rend le plus fidèlement compte de l’identité du Domaine.

### Cohérence des ensembles patrimoniaux
Cette interdépendance des domaines et des disciplines au service d’un projet intégré est avant tout issue du poids essentiel joué par Louis Prat dans l’aménagement du Domaine. Financeur et maître d’ouvrage attentif, le propriétaire choisit, décide, analyse. Il semble en quelque sorte intervenir à la croisée des compétences des différents experts mobilisés et assurer ainsi le rôle d’un « méta-architecte » dans la constitution du Domaine. 
Cette transversalité, assurée par Louis Prat, est relayée au niveau de chaque sous-ensemble patrimonial par l’intervention d’un contributeur, ébéniste, ingénieur ou architecte, qui assure à son tour une continuité de conception et de regard. Trois acteurs essentiels de la conception du Domaine du Château d’Avignon demandent à ce titre à être identifiés : 
Auguste Véran (1839 – 1927), architecte des monuments historiques assure ainsi la restructuration du château et la distribution de ses espaces, au même titre d’ailleurs qu’il intervint, pour Louis Prat, au château de Montcalm.
Achille Blanqui, maître ébéniste marseillais réalise quant à lui tous les aménagements intérieurs. Artisan des boiseries, des huisseries et des meubles, décorateur et restaurateur, c’est globalement à Blanqui que le château doit son extraordinaire décor intérieur. Pierre Goubert, ingénieur des Ponts et Chaussée assure finalement le déploiement du système hydraulique du domaine. Il intervient à ce titre comme concepteur et aménageur de l’usine des eaux et des autres dépendances techniques.

### Patrimoines techniques
Les motivations d’ostentation et d’excellence technique, de même que l’importance des moyens financiers mobilisés pour le déploiement du Domaine, ont contribué à la constitution d’un patrimoine dans lequel s’entrelacent, dans le cas de nombre d’objets, des vocations strictement techniques à des spécificités artistiques ou architecturales.  
Le réseau hydraulique mis en place par l’ingénieur Goubert, en étroite collaboration avec Louis Prat-Noilly représente l’élément central du dispositif technique du Domaine. Celui-ci consiste en un circuit de l’eau qui, puisée depuis le Petit Rhône proche, peut alimenter l’irrigation des terres agricoles environnantes (via un réseau de roubines et porteaux) ou répondre aux besoins domestiques propres aux habitants du Domaine. Dans ce deuxième cas, l’eau puisée connaît des étapes de filtrages successifs mises en  œuvre tour à tour dans des bassins de décantations, dans le château d’eau, dans des cuves à eau situées dans la tour du château et, en bout de chaîne, dans un système à bougie filtrante de Chamberland (dit « filtre Pasteur ») permettant une consommation de boisson.  L’organisation de ce circuit de l’eau s’appuie sur la mise en place d’une infrastructure technique vaste et complexe dont nombre d’éléments sont toujours existants, voire fonctionnels à ce jour. 
En plus des matériaux alors très innovants employés dès 1895 dans la construction, de l’usine des eaux et du château d’eau (béton, verre, fonte, fer) édifiés, dans une approche quasi-industrielle, une importante machinerie est acquise. Elle consiste notamment en une pompe centrifuge Dumont no 16 alimentée par une machine à vapeur (aujourd’hui disparue) et amorcée par un second moteur à vapeur. Le dispositif initial se complétait d’une pompe élévatoire Worthington permettant à l’eau décantée de s’élever jusqu’au réservoir en tôle galvanisée situé au sommet du château d’eau. On notera que la pompe Dumont, aujourd’hui alimentée par l’énergie électrique, est encore utilisée au Domaine aux fins de l’irrigation des terres de Camargue.
Contemporaine du système hydraulique de Goubert, une installation électrique fut implantée au Domaine d’Avignon dès 1895. Elle consistait notamment en une chaudière alimentant une machine à vapeur reliée à une dynamo, située dans une salle adjacente à la salle de pompe. Une série d’accumulateurs remplacés par une batterie en 1903 permettait le stockage de l’électricité produite. Le dispositif, perfectionné au fil du temps, resta fonctionnel jusqu’en 1932, date à laquelle lui fut substituée l’électricité du réseau public. L’unique infrastructure témoignant de cette alimentation énergétique historique du Domaine consiste d’ailleurs en le bâtiment du transformateur installé au moment du raccordement. 
L’eau potable et l’énergie électrique, précocement accessibles au Domaine d’Avignon furent complétées en 1898 par le confort du chauffage. Celui-ci était dispensé par une chaudière Babcock et Wilcox, installée dans une vaste chaufferie édifiée au Nord du Château et toujours en place à ce jour. Si les dépendances techniques et la machinerie encore visibles portent témoignage de l’ambitieuse infrastructure du projet technique de Louis Prat, les dispositifs accessibles à l’intérieur du château attestent, pour leur part, du confort que cette technologie rendait accessible.
L’exploitation optimisée de l’eau rendit d’abord possible la mise en place d’une politique d’hygiène corporelle et domestique qui se distingue en plusieurs espaces du château. Baignoires Porcher et water-closet sont installés à chaque étage, destinés tant à l’usage des maîtres que du personnel, et ce au moment même où seuls 2 % des logements parisiens disposaient d’une salle de bain.
L’électricité permit quant à elle l’éclairage des pièces du château ainsi que la mise en place de sonnettes des domestiques ou de sonnettes de portes. De même, un ventilateur électrique à hélices fut installé, tout comme un réseau interne de téléphonie, hélas disparu.
La chaleur produite par la chaufferie se trouve relayée, à l’intérieur du château, par un ensemble de radiateurs en fonte ou de tuyaux dissimulés derrière les plinthes. Ce dispositif de chauffage est conforté par l’installation, dans la cuisine, d’un fourneau Fascio qui, en plus de la cuisson, permettait le maintien en chaleur d’une table chauffante, d’étuves, l’alimentation motrice par « mouvement à fumée » d’un tournebroche et la production complémentaire d’eau chaude.
Le confort de l’eau chaude, de l’électricité et du chauffage sont finalement complétés par un ensemble de matériels domestiques, souvent exceptionnels, encore présents au château. On citera pour mémoire une armoire réfrigérante, des bouilloires et des bains-maries, un appareil à nettoyer les couteaux de marque Kent Pententee and Manufacture…
La compétence réelle de Louis Prat en matière de technologie, attestée notamment par le regard averti qu’il porta sur les travaux confiés à Goubert, est également sensible dans le choix des machines et des équipements. Un grand nombre d’entre eux fut en effet primé lors des expositions universelles de la fin du siècle. C’est le cas, par exemple, de la pompe Dumont et du fourneau Fascio, primés tous deux en 1889, le cas, certes plus anecdotique, des bains-maries de la cuisine distingués en 1878, et d’autres équipements du château encore. Ce désir d’excellence et de nouveauté, formulé pour les machines, s’applique aussi dans le choix que Louis Prat met en place pour déterminer les maîtres d’œuvre de l’aménagement du château. Les travaux d’Auguste Blanqui furent ainsi récompensés d’une médaille d’argent à l’Exposition universelle de 1878, puis d’une médaille d’or à celle de 1889. Ces expositions universelles, démonstration de la force technologique des nations, cristallisaient l’élan moderniste et la foi en un progrès technique et social qui habitait l’Europe occidentale de la fin du XIXe siècle. L’hygiène, le confort, le triomphe de la technologie sur les contraintes naturelles, constituaient des pans essentiels de la pensée d’alors. L’aménagement technique mis en œuvre au Domaine du château d’Avignon par Louis Prat (qui fut d’ailleurs membre du comité de l’exposition universelle de 1900)  font en ce sens clairement écho à l’esprit d’alors.

## Un lieu de culture et de patrimoine
Désormais propriété du Conseil Général des Bouches-du-Rhône, le Domaine départemental du Château d'Avignon s'est inscrit dans le cadre du programme Marseille Provence 2013 et a nourri des collaborations nombreuses avec le festival des Suds d'Arles et avec celui des Envies Rhônements, biennale artistique du Citron Jaune.
Expositions récentes :
Été 2014 :  Le domaine des murmures #1
Les artistes : Pierre Berthet / Pierre-Laurent Cassiere / Marie Chéné & Pascal Messaoudi / Julien Clauss / Valère Costes / Emma Dusong / Arno Fabre / Emmanuel Lagarrigue / Franck Lesbros / Dominique Petitgand / Carole Rieusec
Été 2013 : Égarements
Les artistes : Marie Aerts / Francis Alÿs / Dominique Angel / Martin Baas / Berdaguer & Péjus / Lilian Bourgeat / Katinka Bock / Charley Case / Yves Chaudouët / Claude Closky / Feipel & Bechameil / Anne Deguelle / Hélène Delprat / Claire Fontaine / Gerlinde Frommherz / Bertrand Gadenne / Sébastien Gouju / Marie Goussé / Rainer Gross / Marie-Ange Guilleminot / Christian Lapie / Arnaud Maguet / Caroline Le Méhauté / Olivier Millagou / François Morellet / Stéphanie Nava / Pascal Navarro / Tony Oursler / Lucien Pelen / Didier Petit / Dominique Petitgand / Françoise Pétrovitch / Javier Perez / Michelangelo Pistoletto / Anne et Patrick Poirier / Markus Raetz / Philippe Ramette / Alain Rivière / Jérémie Setton / Jana Sterback / Marion Tampon-Lajariette / Barthélémy Toguo / Felice Varini / Arnaud Vasseux
Été 2012 : Se Souvenir de la mer
Les artistes : Yves Chaudouët / Laurie Karp /Paul Amar / Bill Woodrow / Marcel Broodthaers / Véronique Boudier / Olivier Badin / Judith Bartolani et Claude Caillol / Céline Duval / Olivier Millagou / Gérard Deschamps / Antoine Dorotte / Boris Chouvellon / Masbedo / Francis Alÿs / Marcel Dinahet / François-Xavier Courrèges / Lucien Clergue / Anne Pesce / Yang Yi / Sigalit Landau / Fischli et Weiss / Sarkis /Olivier Grossetête / Véronique Ellena /Sophie Braganti
Été 2011 : Si loin, si proche
Les artistes : Pilar ALBARRACIN / Dominique ANGEL / Pascal BERNIER / Katia BOURDAREL / Louise BOURGEOIS / Céleste BOURSIER-MOUGENOT / Jean-Yves BRELIVET / Dominique CASTELL / Sheila CONCARI / Jérôme CONSIDERANT / Marie DUCATE / Maria Loura ESTEVAO / Julie FAURE-BRAC / Anne FERRER / Sébastien GOUJU / Trevor GOULD / Toni GRAND / Olivier GROSSETÊTE / Rodolphe HUGUET / Victoria KLOTZ / Karen KNORR / Fabien LERAT / Muriel MALCHUS / Ariane MICHEL / Clara PERREAUT / Coline ROSOUX / Julien SALAUD / Antoine SCHNECK / Reeve SCHUMACHER / Paolo ULIAN / Joana VASCONCELOS / Knud VICTOR / William WEGMAN / Michael YOUNG 
Été 2010 : d'Après Nature
Les artistes : Martine Aballéa / Bas Jan Ader / Brigitte Bauer / Mattia Bonetti / Nicolas Boulard / Andrea Branzi / Pierre-Gilles Chaussonnet / Carole Chebron / Matali Crasset / Anne-Laure Sacriste / Drocco & Mello / Élise Fouin / Garouste & Bonetti / Piero Gilardi / Mathieu Lehanneur / Lucien Pelen / Bernard Pourrière / Sophie Ristelhueber /Didier Tisseyre

Compagnies et artistes de spectacle vivant récemment reçus :
Compagnie la Rumeur / Compagnie Piccola Velocita / Daphné Clouseau / Le Cirque aléatoire / Compagnie des Balladons / Compagnie des Cousins / Monik Lezart / Thomas Chaussebourg / GRAALL / Compagnie Le nom du titre / L'appel de l'Ange / Compagnie Songes / Compagnie des Souffleurs / Compagnie des Corps parlant / Compagnie la Mondiale Géniale, Trio Pigaglio  / Retouramont...

Artistes musicaux récemment reçus :
CongoPunk / Yom et Xang Li / Raoul Barboza...